# Diversidad sexual en Ambato

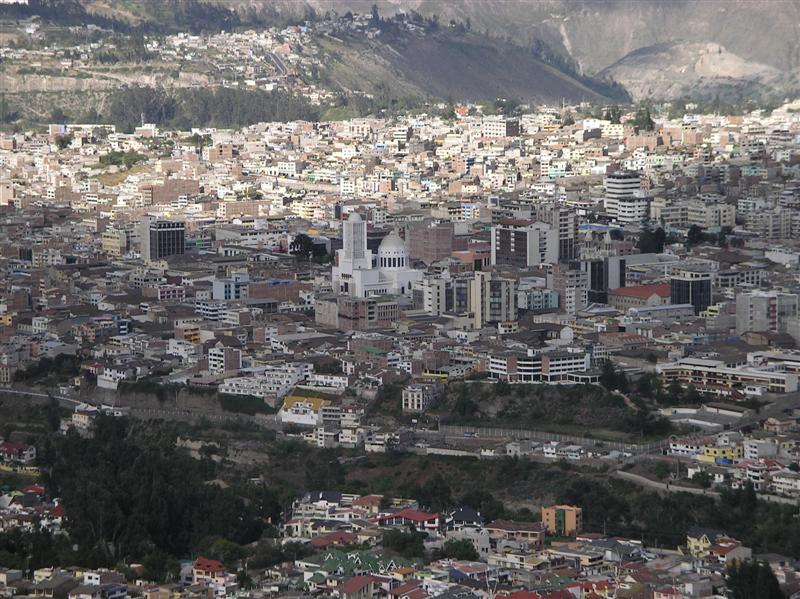
Vista panorámica de la ciudad ecuatoriana de Ambato.

La diversidad sexual en Ambato engloba las distintas manifestaciones de sexualidad y género de las poblaciones LGBT que han habitado la ciudad ecuatoriana de Ambato a lo largo de su historia. De acuerdo con el Censo de Población y Vivienda de Ecuador de 2022, Ambato se ubica en la quinta posición de entre las ciudades del país con mayor cantidad de personas abiertamente identificadas como LGBT.
Ambato ha sido tradicionalmente considerada una ciudad conservadora, por lo que las personas pertenecientes a la diversidad sexual sufrían marginación y dificultades para articularse hasta principios del siglo XXI. Desde entonces, la aceptación hacia las personas LGBT ha aumentado de forma considerable, aunque siguen existiendo casos de discriminación. La ciudad se ha convertido además en escenario anual de numerosos eventos culturales, de visibilización y activismo centrados en las poblaciones LGBT, entre los que se destacan una semana de la diversidad durante junio que incluye una marcha del orgullo, un festival de cine, espectáculos de transformismo, obras teatrales y certámenes de belleza.
Del lado del activismo, en la ciudad operan organizaciones LGBT entre las que se cuentan la fundación Visión y Diversidad, que organiza varios eventos de visibilización cada año, y la Asociación Trans Nueva Esperanza, que reúne a trabajadoras sexuales trans que laboran en la ciudad. Además, en la ciudad funciona una filial de la organización LGBT nacional Silueta X, siendo esta la primera filial en la región de la asociación.

## Historia
A pesar de los cambios legales que se dieron en Ecuador a finales del siglo XX en favor de las personas LGBT, en Ambato continuaban siendo discriminadas durante aquella época debido al carácter conservador de la ciudad. Las diferencias culturales, socioeconómicas y familiares volvían además difícil la articulación de las personas pertenecientes a la diversidad sexual de la ciudad en organizaciones de activismo.
A partir de 2014, distintos entes gubernamentales empezaron a trabajar en conjunto con agrupaciones LGBT locales en favor de planes para garantizar sus derechos. Entre ellos, estuvieron el Consejo de Participación Ciudadana de Tungurahua y la municipalidad de la ciudad, mientras que del lado de las organizaciones estuvieron Silueta X y la asociación de trabajadoras sexuales de Ambato. Como parte de esta iniciativa, al año siguiente lanzaron la primera edición de la Semana de la Diversidad y el Orgullo, una celebración compuesta por varios eventos a celebrarse en honor del Orgullo LGBT que, desde entonces, se convirtió en una tradición anual. También empezaron a realizarse capacitaciones, tanto para personas LGBT como para funcionarios del sistema de salud pública, con el objetivo de mejorar la concientización de la diversidad sexual en la atención de salud.
En 2015, la Asamblea Nacional del Ecuador aprobó la Ley Orgánica de Gestión de la Identidad y Datos Civiles, que, entre sus disposiciones, contaba con la posibilidad de actualizar el género para personas trans. Durante los primeros años de entrada en vigencia de la ley, el proceso estuvo limitado a las agencias del Registro Civil de unas cuantas ciudades, entre las que no se encontraba Ambato. No obstante, personas trans ambateñas accedieron a este derecho en dependencias de otras ciudades, por lo que en las elecciones presidenciales de 2017 pudieron votar en la mesa correspondiente a su género. El trámite de cambio de género en la cédula se extendió al resto de dependencias del Registro Civil en 2021.
Tras la aprobación del matrimonio entre personas del mismo sexo en Ecuador, legalizado por la Corte Constitucional en 2019, colectivos a favor de los derechos LGBT afirmaron que los actos de discriminación se habían incrementado en la ciudad. Como respuesta a ello, personas transgénero representadas por Jéssica Martínez realizaron un plantón en junio de 2019 frente a las instalaciones de la fiscalía provincial para exigir respeto y tolerancia.
En 2020, la fundación Visión y Diversidad presentó ante el Consejo Cantonal un proyecto de ordenanza para instaurar un sistema de protección para las poblaciones LGBT ambateñas que pudieran sufrir violaciones de derechos. No obstante, el proyecto pasó años sin ser votado.
Durante la crisis de seguridad de Ecuador iniciada en 2020, las trabajadoras sexuales transgénero de Ambato empezaron a ser extorsionadas por organizaciones criminales que les cobraban hasta 800 USD para dejarlas trabajar. La activista Jéssica Martínez, vicepresidenta de la Asociación Trans Nueva Esperanza, se enfrentó a estas bandas para proteger a sus compañeras, pero fue asesinada el 3 de septiembre de 2022. Su muerte fue lamentada por el Alto Comisionado de las Naciones Unidas para los Refugiados, organismo con el que Martínez colaboraba.

## Ocio y cultura
Existen pocos sitios de esparcimiento y ocio dirigidos exclusivamente al público LGBT en la ciudad. Uno de los pocos bares alternativos de la ciudad se ubica en la vía a Huachi Grande. Adicionalmente, en la ciudad operan varios bares LGBT clandestinos que funcionan durante los fines de semana y en los que personas pertenecientes a la diversidad sexual pueden acudir en busca de un lugar seguro para socializar. Para controlar la entrada, estos sitios requieren que las personas nuevas sean ingresadas con alguien que ya haya acudido en el pasado, o mediante el uso de palabras clave.
Varias obras de teatro de temática LGBT se han puesto en escena en la ciudad. En 2019, Ambato fue escenario de un festival cultural con el nombre de Los Otros Cuerpos, que incluyó foros, presentaciones artísticas, danza, música y obras teatrales, entre ellas Las Furias, una pieza de teatro con tres protagonistas femeninas basadas en los seres mitológicos griegos del mismo nombre. En 2022, el grupo de teatro nacional Dionisios presentó en la ciudad la obra Amores a la Distancia, como parte de las festividades del Sol de Noviembre.
En cuanto al transformismo, en la ciudad se estableció en 2018 su primera escuela de drag dirigida tanto a público LGBT como heterosexual. La iniciativa, que se impartió de forma gratuita en las instalaciones del centro cultural Mosaico Espacio, incluyó la realización de actividades para generar seguridad en los estudiantes, así como clases de expresión corporal, maquillaje y vestuario.

## Eventos

### Orgullo LGBT
Cada año, Ambato realiza una semana de actividades en honor al Orgullo LGBT durante el mes de junio. La primera, realizada en 2015, inició con un foro en el Salón de la Ciudad en el que participaron distintas autoridades locales y organizaciones centradas en los derechos de la diversidad sexual, así como se realizaron charlas, exposiciones y un encuentro de poesía y pintura. Las actividades culminaron el 20 de junio, con la marcha del orgullo de la ciudad, que recorrió la Avenida Los Chasquis.
La semana de la diversidad y el orgullo continuó celebrándose en años siguientes, con eventos como proyecciones de filmes LGBT o conversaciones con estudiantes universitarios para debatir problemáticas como la discriminación. Entre las agrupaciones organizadoras de estos eventos, estuvieron algunas como la Asociación Trans Nueva Esperanza, que en 2017 realizó un festejo por el orgullo dirigido por la activista Jéssica Martínez.
En 2021, la marcha del orgullo inició en el Parque Cevallos, mientras que en 2023 el punto de inicio fue la Torre del Reloj, en las avenidas Pichincha y Quiz Quiz. El recorrido de ese año se desarrolló por la calle Córdoba hasta la altura de la calle Gómez de Cerna, por donde se ingresó al parque de Las Flores. Las celebraciones de 2023 incluyeron, además de la marcha, eventos como una obra teatral, un festival artístico, una feria de emprendimientos y actos deportivos. Al año siguiente, la marcha se desarrolló en conjunto con un festival del orgullo. El evento inició en el parque La Laguna, luego recorrió las calles Bolívar y Castillo para finalizar en la Biblioteca de la Ciudad y la Provincia, donde se desarrolló el festival.

### Otros eventos
Ambato es el escenario de varios tipos de eventos LGBT culturales que se desarrollan de forma anual. Por ejemplo, es una de las sedes del Festival Internacional de Cine El Lugar Sin Límites, que tiene lugar en distintas ciudades del país y cuyo propósito es presentar películas con temáticas relacionadas con la diversidad sexual que inviten al debate y ofrezcan espacios de reflexión. Asimismo, se desarrollan eventos deportivos como campeonatos de fútbol, organizados por la fundación Visión y Diversidad, y certámenes de belleza para mujeres transgénero.
Del lado del activismo, aparte de las actividades realizadas durante la semana de la diversidad y el orgullo, en la ciudad se realizan eventos que incluyen plantones —por ejemplo, durante noviembre— como forma de conmemorar la fecha de la despenalización de la homosexualidad en Ecuador, y besatones a favor de los derechos LGBT, que se suelen realizar en sitios como el Parque Cevallos.